# MacKenzie Bay
MacKenzie Bay (hist. MacKenzie Sea) – zatoka Oceanu Południowego, położona w zachodniej części Lodowca Szelfowego Amery’ego. Została odkryta w 1931 roku i nazwana przez Douglasa Mawsona na cześć Kennetha N. MacKenziego, dowódcy statku RRS Discovery w latach 1930-31. Oryginalnie była uważana za morze, jednak odłamanie się dużego fragmentu Lodowca Szelfowego Amery’ego w 1964 roku drastycznie zmniejszyło jej rozmiary.